# ویلیام الکساندر اسمیت
ویلیام الکساندر اسمیت (انگلیسی: William Alexander Smith; ۱۹ ژوئیهٔ ۱۹۰۴ – ۲۰ دسامبر ۱۹۵۵) بوکسور اهل آفریقای جنوبی بود.